# Bertoldo, Marquês de Baden
Bertoldo de Baden (Bertoldo Frederico Guilherme Ernesto Augusto Henrique Carlos Príncipe e Marquês de Baden; em alemão: Berthold Friedrich Wilhelm Ernst August Heinrich Karl Prinz und Markgraf von Baden), (24 de fevereiro de 1906 - 27 de outubro de 1963) foi filho do príncipe Maximiliano de Baden. Foi representante dos descendentes dos reis da Suécia da Casa de Holstein-Gottorp.

## Casamento e descendência
Bertoldo casou-se com a princesa Teodora da Grécia e Dinamarca, filha do príncipe André da Grécia e Dinamarca e da princesa Alice de Battenberg, no dia 17 de agosto de 1931 em Baden-Baden, tornando-se assim cunhado do príncipe Filipe, duque de Edimburgo.
Tiveram três filhos:
| Nome                       | Nascimento          | Morte                 | Observações                                                                                            |
| -------------------------- | ------------------- | --------------------- | --- |
| Margarida Alice de Baden   | 14 de julho de 1932 | 15 de janeiro de 2013 | Casou-se em 1957 com o príncipe Tomislav da Jugoslávia de quem se divorciou em 1982; com descendência. |
| Maximiliano André de Baden | 3 de julho de 1933  |                       | Casou-se em 1966 com a a arquiduquesa Valerie da Áustria; com descendência.                            |
| Luís Guilherme de Baden    | 16 de março de 1937 |                       | Casou-se em 1967 com a princesa Anna Maria von Auersperg-Breunner; com descendência.                   |